# Kamenica (Pale)
Pour les articles homonymes, voir Kamenica.
Kamenica (en serbe cyrillique : Каменица) est un village de Bosnie-Herzégovine. Il est situé sur le territoire de la ville d'Istočno Sarajevo, dans la municipalité de Pale et dans la république serbe de Bosnie. Selon les premiers résultats du recensement bosnien de 2013, il ne compte plus aucun habitant.
Avant la guerre de Bosnie-Herzégovine, le village faisait entièrement partie de la municipalité de Pale ; après la guerre, son territoire a été partiellement rattaché à municipalité de Pale-Prača nouvellement créée et intégrée à la fédération de Bosnie-et-Herzégovine.

## Géographie
Le village est situé sur les bords des rivières Mrkodolski potok et Kamenička rijeka.

## Démographie

### Évolution historique de la population dans la localité
| 1948 | 1953 | 1961 | 1971 | 1981 | 1991 | 2013 |
| ---- | ---- | ---- | ---- | ---- | ---- | ---- |
| -    | -    | 196  | 194  | 144  | 83   | 0    |

|  |

### Répartition de la population par nationalités (1991)
En 1991, les 83 habitants du village étaient tous Musulmans (bosniaques).